# Mistrzostwa Polski w Skokach Narciarskich 1976
51. Mistrzostwa Polski w Skokach Narciarskich – zawody o mistrzostwo Polski w skokach narciarskich, które odbyły się w dniach 20-21 lutego 1976 roku na Średniej i Wielkiej Krokwi w Zakopanem.
W konkursie indywidualnym na skoczni normalnej zwyciężył Stanisław Bobak, srebrny medal zdobył Stefan Hula, a brązowy – Marek Pach. Na dużym obiekcie najlepszy okazał się Pach przed Bobakiem i Tadeuszem Pawlusiakiem.

## Wyniki

### Konkurs indywidualny na normalnej skoczni (20.02.1976)
| Miejsce | Zawodnik             | Klub                   | Skok 1 | Skok 2 | Punkty |
| ------- | -------------------- | ---------------------- | ------ | ------ | ------ |
| 1.      | Stanisław Bobak      | WKS Zakopane           | 79,0   | 75,5   | 235,8  |
| 2.      | Stefan Hula          | BBTS Bielsko-Biała     | 73,0   | 70,0   | 219,4  |
| 3.      | Marek Pach           | Wisła-Gwardia Zakopane | 72,5   | 70,0   | 209,1  |
| 4.      | Aleksander Stołowski | Podhale Nowy Targ      | 71,5   | 67,0   | 207,7  |
| 5.      | Józef Pawlusiak      | BBTS Bielsko-Biała     | 70,0   | 69,0   | 205,5  |
| 6.      | Andrzej Zarycki      | LKS Poroniec Poronin   | 71,0   | 69,5   | 205,0  |
| 7.      | Janusz Waluś         | BBTS Bielsko-Biała     | 70,0   | 66,0   | 204,2  |
| 8.      | Apoloniusz Tajner    | ROW Rybnik             | 69,0   | 66,5   | 201,4  |

Do konkursu zgłoszonych zostało 49 zawodników.

### Konkurs indywidualny na dużej skoczni (21.02.1976)
| Miejsce | Zawodnik             | Klub                   | Skok 1 | Skok 2 | Punkty |
| ------- | -------------------- | ---------------------- | ------ | ------ | ------ |
| 1.      | Marek Pach           | Wisła-Gwardia Zakopane | 106,5  | 108,0  | 233,3  |
| 2.      | Stanisław Bobak      | WKS Zakopane           | 103,5  | 102,5  | 225,9  |
| 3.      | Tadeusz Pawlusiak    | BBTS Bielsko-Biała     | 106,0  | 94,5   | 216,4  |
| 4.      | Stefan Hula          | BBTS Bielsko-Biała     | 98,5   | 100,0  | 210,9  |
| 5.      | Janusz Waluś         | BBTS Bielsko-Biała     | 99,0   | 98,0   | 207,3  |
| 6.      | Aleksander Stołowski | Podhale Nowy Targ      | 95,5   | 98,0   | 201,9  |
| 7.      | Jan Bieniek          | LKS Klimczok Bystra    | 95,5   | 96,0   | 197,1  |
| 8.      | Józef Pawlusiak      | BBTS Bielsko-Biała     | 94,5   | 96,0   | 189,9  |

Do konkursu zgłoszonych zostało 37 zawodników.